# Мік Дуейн
Майкл "Мік" Сідней Дуейн, AM (англ. Michael Doohan; народився 4 червня 1965 у Брисбені, Австралія) — колишній австралійський мотогонщик, учасник чемпіонату світу з шосейно-кільцевих мотогонок MotoGP, 5-ти разовий чемпіон світу у класі 500сс. Лише Джакомо Агостіні з вісьмома (сім у «королівському класі») та Валентіно Россі з дев'ятьма (сім у «королівському класі») здобули більше чемпіонських титулів.
Майкл Дуейн — найвідоміший австралійський мотогонщик. Удостоєний багатьох нагород за свою кар'єру, в тому числі Ордену Австралії в 1996 році. Тричі введений в зал слави австралійського спорту. У травні 2000 року став першим мотогонщиком, введеним до «Залу слави MotoGP» (станом на кінець 2015 року таких спортсменів всього 22).
Після закінчення спортивної кар'єри в 1999 році, Мік захопився авіацією, отримавши вертолітну ліцензію.

## Кар'єра

### MotoGP

#### 1992
З першої гонки чемпіонату Мік Дуейн захопив лідерство у загальному заліку. Під час практики на восьмому етапі сезону, Гран-Прі Нідерландів, він отримав серйозні травми в результаті аварії; до того часу у нього був 65-очковий відрив від Вейна Рейні, який виступав на Yamaha. Дуейн пропустив чотири гонки і до останнього етапу Рейні зміг скоротити своє відставання від лідера до двох очок. Завершальне Гран-Прі сезону відбувалось на автомотодромі К'яламі в Південній Африці. Незважаючи на героїчні зусилля Дуейна, який ще відчував наслідки отриманих травм, він зміг фінішувати лише шостим, тоді як Рейні закінчив гонку третім, і втретє став чемпіоном світу. На нещастя австралійця, це був перший випадок у 43-річній історії MotoGP, коли чемпіоном став спортсмен, який до фінальної гонки не був лідером у загальному заліку.

### Статистика виступів у MotoGP
| Сезон  | Клас   | Команда        | Мотоцикл     | Гонки | Пер | Под | ПП | НК | Очки | Місце |
| ------ | ------ | -------------- | ------------ | ----- | --- | --- | -- | -- | ---- | ----- |
| 1989   | 500 cc | Rothmans Honda | Honda NSR500 | 12    | 0   | 1   | 0  | 0  | 81   | 9     |
| 1990   | 500 cc | Rothmans Honda | Honda NSR500 | 15    | 1   | 5   | 3  | 0  | 179  | 3     |
| 1991   | 500 cc | Rothmans Honda | Honda NSR500 | 15    | 3   | 14  | 2  | 0  | 224  | 2     |
| 1992   | 500 cc | Rothmans Honda | Honda NSR500 | 9     | 5   | 7   | 6  | 0  | 136  | 2     |
| 1993   | 500 cc | Rothmans Honda | Honda NSR500 | 13    | 1   | 6   | 4  | 0  | 156  | 4     |
| 1994   | 500 cc | HRC Honda      | Honda NSR500 | 14    | 9   | 14  | 6  | 0  | 317  | 1     |
| 1995   | 500 cc | Repsol Honda   | Honda NSR500 | 13    | 7   | 10  | 9  | 0  | 248  | 1     |
| 1996   | 500 cc | Repsol Honda   | Honda NSR500 | 15    | 8   | 12  | 8  | 3  | 309  | 1     |
| 1997   | 500 cc | Repsol Honda   | Honda NSR500 | 15    | 12  | 14  | 12 | 11 | 340  | 1     |
| 1998   | 500 cc | Repsol Honda   | Honda NSR500 | 14    | 8   | 11  | 8  | 3  | 260  | 1     |
| 1999   | 500 cc | Repsol Honda   | Honda NSR500 | 2     | 0   | 1   | 0  | 2  | 33   | 17    |
| Всього | Всього | Всього         | Всього       | 137   | 54  | 95  | 58 | 19 | 2283 |       |